# Liberté sexuelle (film)
 Pour plus de détails, voir Fiche technique et Distribution
Liberté sexuelle est un film français réalisé par Ovidie sorti en 2012. C'est après Histoires de sexe(s) en 2009 et Infidélité en 2010 la troisième comédie de mœurs pornographique réalisée par Ovidie.

## Synopsis
Léonie-Marie est une journaliste parisienne qui travaille pour une émission de téléréalité, Confessions amoureuses. C'est pour elle un travail alimentaire que son mari, critique littéraire, réprouve. Elle part faire un reportage dans le Jura dans une communauté de quatre femmes et quatre hommes qui pratiquent l'amour libre.

## Fiche technique
- Titre original français : Liberté sexuelle
- Titre anglais : Sexual Freedom
- Réalisation : Ovidie
- Régie : Valérie
- Scénario : Ovidie
- Montage : Ovidie, Yannick Perrin
- Directeur de la photographie : Tarmi
- Son : Chris Valto
- Maquillage : Steffy
- Musique : Yoris Phistopheless
- Image : Ovidie, Yannick Perrin, Cyril Lesage
- Script : Camille
- Société de production : French Lover TV, Canal +
- Directeur de production : Patrick David
- Durée : 1 h 30
- Genre : Faux documentaire, comédie de mœurs, pornographie
- Langue originale : français
- Pays d'origine :  France
- Dates de diffusion :
  -  France : 6 octobre 2012 sur Canal+

## Distribution
- Ovidie : Léonie-Marie
- Liza Del Sierra : Olga
- Phil Holliday : Garcin
- Sharon Lee : Suzy
- Francesco Malcom : Jean
- Titof : Yves
- Marla
- Rachel
- Rick Angels
- Angell Summers
- Tony Caliano
- Dyna Dagger
- Pierre des Esseintes
- Thomas Mac Queen
- Claude Valmont